# Katarzyna Filipek
Katarzyna Filipek née Osielczak est une activiste sociale polonaise née le 12 mars 1897 à Więcierzy, un hameau de Tokarnia et morte en mars 1944 à Nowy Targ, arrêtée, torturée et assassinée par la Gestapo. En 1998, elle reçoit le titre de Juste parmi les nations à titre posthume par l'institut Yad Vashem pour avoir sauvé des Juifs pendant la Shoah en Pologne.

## Biographie

### Enfance
Katarzyna Filipek naît le 12 mars 1897, ses parents sont Tomasz Osielczak et Marianna (née Jugowiec), des agriculteurs de Więcierzy, aujourd'hui un hameau de Tokarnia.
Elle n'a suivi que l'école primaire, aidant dès l'enfance ses parents à la ferme.
En 1921, elle épouse Mateusz Filipek, un participant à la guerre soviéto-polonaise. Ils vivent à la périphérie de Tokarnia, exploitant leur propre ferme, jusqu'à la mort de Mateusz en janvier 1939. Après sa mort, Katarzyna reste seule avec la ferme et six enfants (le septième n'étant pas encore né).

### Activités pendant Seconde Guerre mondiale
Après le déclenchement de la Seconde Guerre mondiale, la famille Filipek fuit sa maison et se cachée dans la forêt près de Myślenice.
En août 1942, à Myślenice et dans les villages voisins, a lieu la Shoah : les Juifs sont soit déportés à Auschwitz, soit fusillés sur place. Quelques-uns parvinrent à échapper à l'extermination, notamment la famille Steinberg, qui se cache d'abord dans la maison du sołtys du village de Tokarnia, Stefan Barglik. En raison du risque que les Allemands détectent la cachette d'une grande famille juive, les Steinberg déménagent dans la maison de Katarzyna Filipek, à la demande de Stefan Barglik.
Ils se cachent dans la grange et, pendant les saisons plus froides, dans un grenier spécialement préparé pour eux. Après une dénonciation anonyme à la Gestapo au sujet des Juifs se cachant à Tokarnia, le sołtys rassemble toute la communauté villageoise et annonce publiquement que tous ceux qui aidaient les Juifs devaient se manifester, sauvant ainsi tout le village de l'extermination. Ensuite, aidé par les Allemands, il est forcé à fouiller lui-même les maisons des habitants. En fouillant la ferme de Filipek, les Allemands trouvent la famille Steinberg qui est fusillée sur place,,. La ferme est mise à feu,.
Par un étrange coup du sort, Katarzyna et sa famille ne sont pas arrêtées immédiatement, comme c'était généralement le cas lors de telles perquisitions. Deux semaines plus tard, les Allemands convoquent Katarzyna pour l'interroger. Elle est convoquée chez le sołtys et sa femme Maria, qui ont déjà été interrogés. Katarzyna décide de se livrer aux Allemands, sauvant peut-être ainsi ses enfants, car en représailles pour avoir caché des Juifs, les Allemands punissaient des familles entières. Après l'interrogatoire, tous les trois sont transportés au poste de police de Jordanów, puis à Nowy Targ. Katarzyna Filipkowa et Maria Barglikowa sont placées dans une même cellule avec Helena Migiel, une jeune fille originaire de Biały Dunajec, également soupçonnée d'avoir aidé des Juifs,.

### Condamnation et peine de mort
Toutes les femmes sont condamnées à mort au début de l'année 1944. Selon les informations fournies par l'Institut de la mémoire nationale en 1990, le tribunal d'instance de Zakopane condamne les femmes à mort le 21 février 1944 et décide de les exécuter le 6 mars près de Nowy Targ.
Le lieu de sépulture de Katarzyna Filipek est resté inconnu pendant des années. Dans les années 1980, il s'est avéré que toutes les femmes exécutées avaient été enterrées dans une fosse commune entre Nowy Targ et Ludźmierz. Pour la première fois après plus de quarante ans, la famille Filipek a pu rendre hommage à la mère héroïque qui avait sauvé les Juifs et sa propre famille.

## Postérité
- Le 13 octobre 1988, l'Institut Yad Vashem décerne à Katarzyna Filipek, à titre posthume, le titre de Juste parmi les nations[11].

- En mars 2021, une impression cinématographique et musicale intitulée Przesłuchanie anioła (par rapport à la chanson du même titre de Przemysław Gintrowski, reprise dans l'œuvre) est réalisée par le Centre Culturel de Tokarnia[12],[13].

- Le 10 mars 2024, un buste de Katarzyna Filipek est inauguré à Tokarnia, dans un parc près de l'église Notre-Dame des Neiges à Tokarnia, à l'occasion du 80e anniversaire de sa mort[2],[14],[15].

- En mars 2024, le troisième épisode de la série télévisée documentaire Waleczne z gór est consacré à Kararzyna Filipek[16].